# W67
La W67 était une ogive thermonucléaire américaine développée vers le milieu des années 1960, mais le programme a été annulé en 1967 avant que la production ne débute.

## Description
La W67 devait équiper à la fois des missiles balistiques terrestres et sous-marins, plus précisément les missiles UGM-73 Poseidon et LGM-30 Minuteman.
Elle a été conçue au Lawrence Radiation Laboratory, maintenant le Lawrence Livermore National Laboratory.
La W68 l'a remplacée dans les missiles Poseidon et la W78 dans les missiles Minuteman III.